# Cenotafio de Durban
El cenotafio de Durban (en inglés: Durban cenotaph) fue erigido en la plaza de Despedida, en Durban, Sudáfrica, en memoria de los soldados que murieron en la Primera Guerra Mundial con cerca de 11 metros (36 pies) de altura, el monumento está construido de granito, decorado con azulejos de cerámica esmaltada que representa a dos ángeles elevando el alma de un soldado muerto. El color vivo de la decoración figurativa hace al cenotafio, posiblemente, único entre los monumentos de la Primera Guerra Mundial de su clase. El diseño fue el resultado de un concurso en 1921, ganado por un estudio de arquitectura de Ciudad del Cabo, Pilkington y McQueen. La cerámica fue hecha en Inglaterra por Harold y Phoebe Stabler, y enviada a Durban para su montaje, este proceso tomó un poco de tiempo, el monumento sólo se dio a conocer en 1926.